# クールキャット
クールキャット（欧字名:Cool cat、2018年2月21日 - ）は、日本の競走馬。2021年のフローラステークスの勝ち馬である。
馬名の意味は「素敵な人」。母名より連想。

## 戦績

### 2歳（2020年）
6月20日東京の2歳新馬（芝1400m）でクリストフ・ルメールを背に2番人気で出走。道中中団追走から直線でインを突くと最後は後方から追い上げてきたソングラインに2馬身差つけデビュー戦を飾る。その後、休養を挟んで10月31日のアルテミスステークス（GIII）に津村明秀とのコンビで挑むが、5着に終わった。

### 3歳（2021年）
1月11日のフェアリーステークス（GIII）ではスタートで後手を踏み後方から進めると、向正面でまくり気味に進出しハナを奪うも失速し10着と大敗。続くフラワーカップ（GIII）では後方追走から追い上げてくるも5着に惜敗する。4月25日のフローラステークス（GII）では新馬戦以来となるクリストフ・ルメールとのコンビで出走。好位でレースを進め、直線で鋭く脚を伸ばすと最後はスライリー、ユーバーレーベンの追撃を振り切り重賞初制覇を果たすとともにオークス（GI）への優先出走権を獲得した。迎えた本番のオークスはルメールがアカイトリノムスメに騎乗するため武豊に乗り替わる。レースは果敢に逃げたが直線は馬群に飲み込まれ14着に敗れた。
休養を挟み秋はローズステークス（GII）からルメールとの再コンビで出走、後方に控えてレースを進めるも11着に破れた。続く秋華賞（GI）は和田竜二とのコンビとなる。レースは道中中団追走も馬群に沈み、勝ち馬から3.1秒離された15着に終わった。

### 4歳（2022年）～5歳（2023年）
4歳初戦として愛知杯に出走し、6着。4月13日に初のダート戦となるマリーンカップに出走し、6着。その後、7月30日の関越ステークスでは4着と掲示板に載るも、10月15日の府中牝馬ステークスでは見せ場なく11着に沈んだ。
2023年は一戦もすることなく、9月8日に、馬主のシルク・ホースクラブが、競走馬として引退することを発表し、9月9日付でJRAとしての競走馬登録を抹消され現役を引退した。引退後は生まれ故郷のレイクヴィラファームで繁殖牝馬となる。

## 競走成績
以下の内容は、JBISサーチおよびnetkeiba.comに基づく。
| 競走日     | 競馬場 | 競走名      | 格     | 距離（馬場）  | 頭 数 | 枠 番 | 馬 番 | オッズ （人気） | 着順 | タイム （上り3F） | 着差 | 騎手        | 斤量 [kg] | 1着馬（2着馬）     | 馬体重 [kg] |
| ---------- | ------ | ----------- | ------ | ------------- | ----- | ----- | ----- | --------------- | ---- | ----------------- | ---- | ----------- | --------- | ------------------ | ----------- |
| 2020.06.20 | 東京   | 2歳新馬     |        | 芝1400m（稍） | 16    | 4     | 7     | 002.90（2人）   | 01着 | R1:23.4（34.7）   | -0.3 | 0C.ルメール | 54        | （ソングライン）   | 504         |
| 0000.10.31 | 東京   | アルテミスS | GIII   | 芝1600m（良） | 16    | 2     | 4     | 013.10（6人）   | 05着 | R1:35.5（34.0）   | -0.6 | 0津村明秀   | 54        | ソダシ             | 518         |
| 2021.01.11 | 中山   | フェアリーS | GIII   | 芝1600m（良） | 16    | 3     | 5     | 005.30（2人）   | 10着 | R1:35.5（36.8）   | -1.1 | 0津村明秀   | 54        | ファインルージュ   | 516         |
| 0000.03.20 | 中山   | フラワーC   | GIII   | 芝1800m（良） | 16    | 3     | 5     | 009.80（7人）   | 05着 | R1:49.5（35.0）   | -0.3 | 0横山典弘   | 54        | ホウオウイクセル   | 508         |
| 0000.04.25 | 東京   | フローラS   | GII    | 芝2000m（良） | 17    | 8     | 15    | 011.80（5人）   | 01着 | R1:59.4（33.4）   | -0.2 | 0C.ルメール | 54        | （スライリー）     | 506         |
| 0000.05.23 | 東京   | 優駿牝馬    | GI     | 芝2400m（良） | 18    | 3     | 5     | 018.60（6人）   | 14着 | R2:26.2（36.6）   | -1.7 | 0武豊       | 55        | ユーバーレーベン   | 510         |
| 0000.09.19 | 中京   | ローズS     | GII    | 芝2000m（良） | 18    | 3     | 5     | 005.50（3人）   | 11着 | R2:00.9（34.1）   | -0.9 | 0C.ルメール | 54        | アンドヴァラナウト | 524         |
| 0000.10.17 | 阪神   | 秋華賞      | GI     | 芝2000m（良） | 16    | 2     | 3     | 096.5（13人）   | 15着 | R2:04.3（38.8）   | -3.1 | 0和田竜二   | 55        | アカイトリノムスメ | 514         |
| 2022.01.15 | 中京   | 愛知杯      | GIII   | 芝2000m（良） | 16    | 3     | 5     | 058.2（14人）   | 06着 | R2:01.4（34.7）   | -0.4 | 0団野大成   | 53        | ルビーカサブランカ | 528         |
| 0000.03.12 | 中山   | 中山牝馬S   | GIII   | 芝1800m（良） | 16    | 3     | 6     | 013.90（7人）   | 10着 | R1:47.2（34.3）   | -0.4 | 0大野拓弥   | 54        | クリノプレミアム   | 528         |
| 0000.04.13 | 船橋   | マリーンC   | JpnIII | ダ1600m（良） | 13    | 1     | 1     | 017.60（6人）   | 06着 | R1:44.9（41.6）   | -3.6 | 0内田博幸   | 57        | ショウナンナデシコ | 525         |
| 0000.07.30 | 新潟   | 関越S       | OP     | 芝1800m（良） | 18    | 3     | 6     | 025.70（7人）   | 04着 | R1:45.0（34.1）   | -0.2 | 0団野大成   | 55        | イクスプロージョン | 532         |
| 0000.10.15 | 東京   | 府中牝馬S   | GII    | 芝1800m（良） | 15    | 7     | 12    | 039.7（13人）   | 11着 | R1:45.5（34.5）   | -1.0 | 0団野大成   | 54        | イズジョーノキセキ | 526         |

## 血統表
| クールキャットの血統            | クールキャットの血統                 | クールキャットの血統 | （血統表の出典）     | （血統表の出典）  |
| 父系                            | ロベルト系                           | ロベルト系           | ロベルト系           |                   |
| 父 スクリーンヒーロー 2004 栗毛 | 父の父*グラスワンダー 1995 栗毛      | Silver Hawk          | Roberto              | Roberto           |
| 父 スクリーンヒーロー 2004 栗毛 | 父の父*グラスワンダー 1995 栗毛      | Silver Hawk          | Gris Vitesse         |                   |
| 父 スクリーンヒーロー 2004 栗毛 | 父の父*グラスワンダー 1995 栗毛      | Ameriflora           | Danzig               | Danzig            |
| 父 スクリーンヒーロー 2004 栗毛 | 父の父*グラスワンダー 1995 栗毛      | Ameriflora           | Graceful Touch       |                   |
| 父 スクリーンヒーロー 2004 栗毛 | 父の母ランニングヒロイン 1993 黒鹿毛 | *サンデーサイレンス  | Halo                 | Halo              |
| 父 スクリーンヒーロー 2004 栗毛 | 父の母ランニングヒロイン 1993 黒鹿毛 | *サンデーサイレンス  | Wishing Well         |                   |
| 父 スクリーンヒーロー 2004 栗毛 | 父の母ランニングヒロイン 1993 黒鹿毛 | ダイナアクトレス     | *ノーザンテースト    | *ノーザンテースト |
| 父 スクリーンヒーロー 2004 栗毛 | 父の母ランニングヒロイン 1993 黒鹿毛 | ダイナアクトレス     | モデルスポート       |                   |
| 母 メジロトンキニーズ 2002 鹿毛 | 母の父ダンスインザダーク 1993 鹿毛   | *サンデーサイレンス  | Halo                 | Halo              |
| 母 メジロトンキニーズ 2002 鹿毛 | 母の父ダンスインザダーク 1993 鹿毛   | *サンデーサイレンス  | Wishing Well         |                   |
| 母 メジロトンキニーズ 2002 鹿毛 | 母の父ダンスインザダーク 1993 鹿毛   | *ダンシングキイ      | Nijinsky             | Nijinsky          |
| 母 メジロトンキニーズ 2002 鹿毛 | 母の父ダンスインザダーク 1993 鹿毛   | *ダンシングキイ      | Key Partner          |                   |
| 母 メジロトンキニーズ 2002 鹿毛 | 母の母メジロクロヒメ 1989 青鹿毛     | *モガミ              | Lyphard              | Lyphard           |
| 母 メジロトンキニーズ 2002 鹿毛 | 母の母メジロクロヒメ 1989 青鹿毛     | *モガミ              | *ノーラツク          |                   |
| 母 メジロトンキニーズ 2002 鹿毛 | 母の母メジロクロヒメ 1989 青鹿毛     | メジロツシマ         | *バウンテイアス      | *バウンテイアス   |
| 母 メジロトンキニーズ 2002 鹿毛 | 母の母メジロクロヒメ 1989 青鹿毛     | メジロツシマ         | メジロアイリス       |                   |
| 母系(F-No.)                     | アサマユリ系(FN:7-c)                 | アサマユリ系(FN:7-c) | アサマユリ系(FN:7-c) |                   |

- 母メジロトンキニーズは中央で3勝。2006年のダイヤモンドS(GIII)で2着に入っている。
- 半兄トリオンフ（父タートルボウル）は2018年小倉大賞典（GIII）、小倉記念（GIII）、2020年中山金杯（GIII）の勝ち馬である。
- 5代母アサマユリはメジロ牧場の基礎繁殖牝馬の1頭。さらに牝系を遡ると、小岩井農場の基礎輸入牝馬の1頭であるアストニシメントにたどり着く。